# 5091 Isakovskij
5091 Isakovskij è un asteroide della fascia principale. Scoperto nel 1981, presenta un'orbita caratterizzata da un semiasse maggiore pari a 2,7825358 UA e da un'eccentricità di 0,0110106, inclinata di 3,20257° rispetto all'eclittica.
Fa parte della famiglia di asteroidi Hoffmeister.
L'asteroide è intitolato al poeta russo Mikhail Isakovskij.